# Three Cliffs Bay
Koordinaten: 51° 33′ 16″ N, 4° 7′ 14″ W

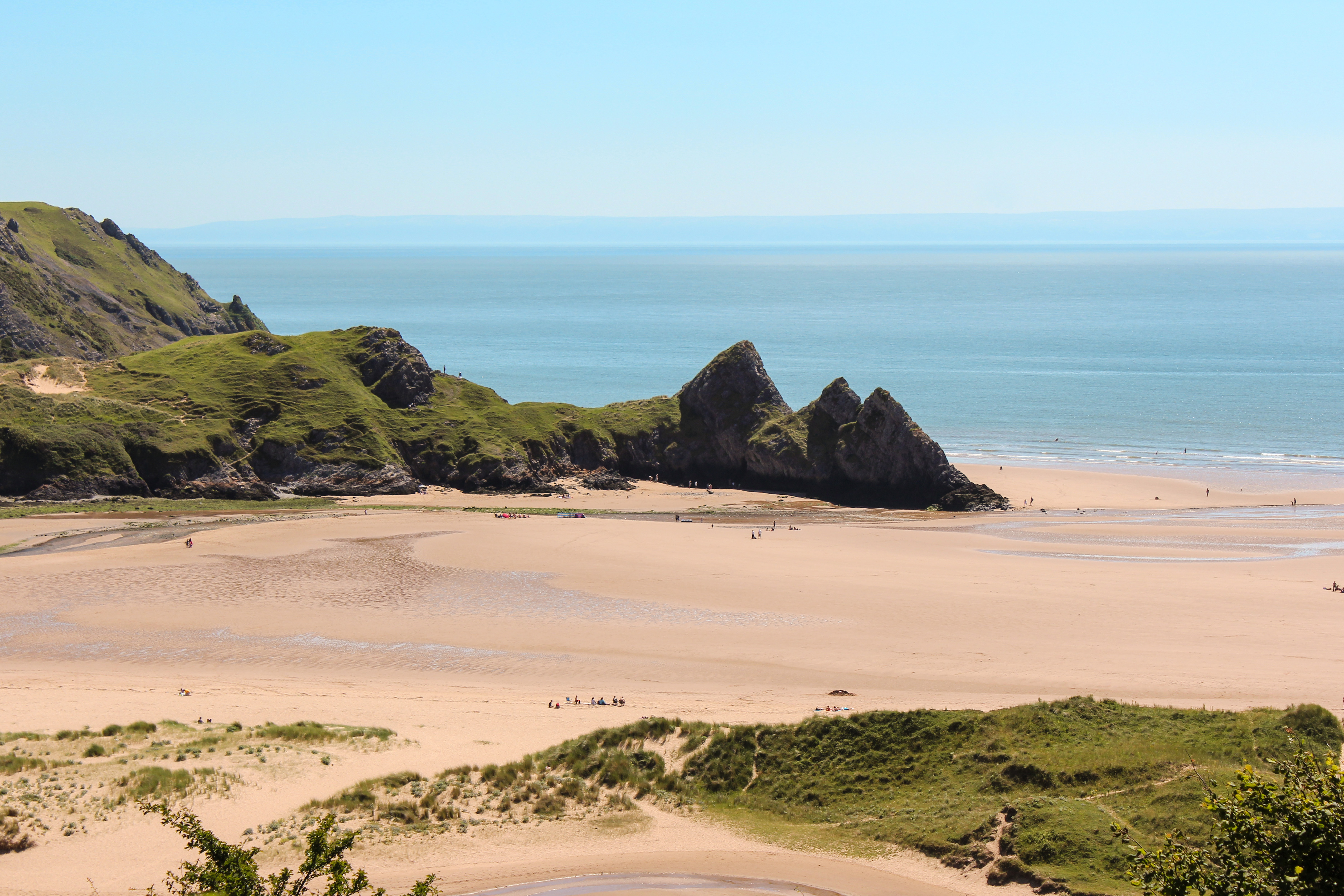
Three Cliffs Bay, Gower (Juli 2012)

Three Cliffs Bay (auch Oxwich Bay genannt) liegt auf der Halbinsel Gower in Südwales, südlichöstlich der Ortschaft Penmaen sowie südwestlich von Pennard und Southgate.
Wie die meisten Badestrände auf Gower verfügt die Three Cliffs Bay über feinen Sand sowie eine Vielzahl an schützenden Nischen und Kleinsthöhlen, was Three Cliffs zu einer bevorzugten Badestelle macht. Erreichbar ist die Bucht nur über Fußwege. Einer beginnt gegenüber der Kirche von Penmaen. Der andere verläuft von Southgate aus in westlicher Richtung. Eingeschlossen wird diese Bucht im Osten durch das kleinere Pobbles Bay und im Westen durch die Klippe High Tor. In die Bucht mündet der Pennard Pill, ein kleiner Fluss, der ein weites Tal westlich von Pennard in weiten Mäandern durchfließt.
Etwa 450 m vom Hauptstrand entfernt liegt auf einer Anhöhe über Pennard Pill das Pennard Castle.
Zwischen der Mündung des Pennard Pill und Oxwich liegen die Penmaen Burrows und Nicholaston Burrows. Die beiden Gebiete gehören seit 1967 dem National Trust und gelten als Site of Special Scientific Interest. Auf dem Höhenzug Penmaen Burrows sind die Überreste des Steinzeitgrabes Penmaen Burrows, eines mittelalterlichen Ringwalls und die Ruine einer mittelalterlichen Kirche zu sehen. Vermutlich liegt unter den angrenzenden Dünen das mittelalterliche Dorf Stedwarlango begraben. In den Dünen von Nicholaston Burrows wachsen blutroter Storchschnabel, Pyramiden-Hundswurz und mehrere Flechtenarten. Bei Niedrigwasser sind Three Cliffs und Pobbles Bay ein durchgehender Strand, auch Oxwich ist trockenen Fußes erreichbar, so dass man von Southgate bis Oxwich quasi einen durchgehenden Strand vorfindet.